# Berzseny
Berzseny (1898-ig Brezán, szlovákul Brezany) Nádasérberzseny településrésze, korábban önálló falu Szlovákiában, a Trencséni kerületben, a Privigyei járásban.

## Fekvése
Privigyétől 5 km-re északra, a Nyitra-folyó bal partján fekszik. Nádasérberzseny keleti részét képezi.

## Története
1267-ben említik először. 1430-ban „Berzen” néven tűnik fel oklevélben, Bajmóc várának tartozéka, majd 1479-től a bajmóci prépostságé. 1600-ban a településen fazekascéh is működött. 1675-ben 65 házát 3888-an lakták. A 18. század elején zajlott harcokban többször érték súlyos károk. 1787-ben 65 háza és 446 lakosa volt.
A 18. század végén Vályi András így ír róla: „BREZÁN. vagy Bresáni. Tót falu Nyitra Vármegyében, birtokosa Gróf Berényi Uraság, lakosai katolikusok, fekszik, Turócz Vármegyének szomszédságában, Privigyétől egy mértföldnyire, leg inkább fazekasok. Határja középszerű, réttyeik jók, legelője elég, szőleje nintsen, piatza Német Pronán, és Privigyén, második Osztálybéli.”
1828-ban 67 háza és 469 lakosa volt. Lakói mezőgazdasággal, gyógyolaj készítéssel, méhészkedéssel, fafaragással foglalkoztak.
Borovszky Samu monográfiasorozatának Nyitra vármegyét tárgyaló része szerint: „Brezán, a Brezanska nevü hegy alatt, a Nyitra balpartján, Privigyétől északra fekszik. A falun keresztül a Brezanka nevü hegyi patak folyik. Lakosainak száma 555, akik tótajkuak és r. katholikusok. Postája Nedozser, táviró- és vasúti állomása Privigye-Bajmócz. A XV. század elején »Berzen« név alatt Bajmócz várának tartozéka volt és a Pálffyak voltak a földesurai. Kath. temploma 1409-ben épült és fallal van körülvéve. Kegyura gróf Pálffy János. A község 1877-ben teljesen leégett. A lakosok nagy része fazekasmesterséget űz.”
1910-ben 682, túlnyomórészt szlovák lakosa volt. A trianoni diktátumig Nyitra vármegye Privigyei járásához tartozott.
1964-ben egyesítették Nádasérrel.

## Híres emberek
- Berzsenyben született 1790-ben Cservényi Alajos piarista rendi tanár, költő.

## Nevezetességei
- Szent Ilona és Krisztus Király tiszteletére szentelt római katolikus temploma 1409-ben épült, 1666-ban és 1748-ban újjáépítették. Utoljára 1938-ban bővítették.
- A plébánia 1680 és 1700 között épült késő reneszánsz stílusban.

## Lásd még
- Nádasérberzseny
- Nádasér